# Neue Ökonomische Geographie
Die Neue Ökonomische Geographie ist ein neuerer Ansatz der Außenwirtschaftstheorie, der räumliche Agglomerationsprozesse und zunehmende Skalenerträge durch Spezialisierung in den Mittelpunkt der Betrachtung rückt.
Dieser von Paul Krugman Anfang der 1990er Jahre begründete Ansatz setzt sich von der herkömmlichen Betrachtungsweise ab (komparativer Kostenvorteil durch Unterschiede in Ressourcenausstattung und Produktivitätsniveau; konstante Skalenerträge). Er setzt auch andere Akzente im Vergleich zur bislang bekannten Standorttheorie, Wirtschaftsgeographie oder Urbanistik.
Die bisher geläufige Außenhandelstheorie nimmt an, dass die Produktionsfaktoren immobil sind und der Warenaustausch sich ohne jede Transportkosten vollzieht. Die Theorie der Neuen Ökonomischen Geographie unterstellt hingegen Mobilität der Produktionsfaktoren und berücksichtigt die Transportkosten. Dabei wird die Annahme eines vollkommenen Marktes fallengelassen; mehrere Gleichgewichte sind möglich sowie ungleichgewichtige kumulative Prozesse, die zufälligen historischen Situationsbedingungen und dem Mechanismus sich selbst erfüllender Prognosen einen großen Einfluss auf die Wirtschaftsentwicklung einer Region einräumen.
Der verbreiteten Ansicht, dass eine zunehmende Beseitigung von Außenhandelsbarrieren für sämtliche beteiligten Regionen gleichermaßen vorteilhaft sei, stellt die Neue Ökonomische Geographie ein deutlich differenzierteres Bild gegenüber. Durch die Entstehung von Agglomerationen sind Einkommensdivergenzen vorauszusagen, welche sich über einen langen Zeitraum weiterhin noch selbst verstärken.